# Państwowy Fundusz Rehabilitacji Osób Niepełnosprawnych
Państwowy Fundusz Rehabilitacji Osób Niepełnosprawnych (PFRON) – organ administracji publicznej wspierający rehabilitację oraz zatrudnienie osób niepełnosprawnych. 
Fundusz utworzono na mocy ustawy z dnia 9 maja 1991 r. o zatrudnianiu i rehabilitacji zawodowej osób niepełnosprawnych (Dz.U. z 1991 r. nr 46, poz. 201). Działa na podstawie ustawy z dnia 27 sierpnia 1997 roku o rehabilitacji zawodowej i społecznej oraz zatrudnianiu osób niepełnosprawnych (Dz.U. z 2025 r. poz. 913).

## Przeznaczenie pieniędzy
Pieniądze pochodzące z PFRON przeznaczane są na rehabilitację osób niepełnosprawnych (pomoc przy zakupie sprzętu rehabilitacyjnego, likwidację barier) oraz wsparcie ich zatrudnienia. Pieniądze PFRON mogą być wydawane jedynie na cele, które wyznacza ustawa. Oznacza to, że Zarząd Funduszu nie może nimi dobrowolnie dysponować.
Środki PFRON przeznaczane są między innymi na:
- obniżanie kosztów zatrudnienia osób niepełnosprawnych (dofinansowanie wynagrodzeń osób niepełnosprawnych, refundacja składki na ZUS dla właściciela firmy)
- dofinansowanie składek ZUS dla tych osób, które same podejmują działalność gospodarczą oraz składek KRUS dla niepełnosprawnych rolników i ich domowników[2].
- przystosowanie miejsc pracy dla osób niepełnosprawnych
- pomoc dla osób niepełnosprawnych, które rozpoczynają działalność gospodarczą lub rolniczą
- wsparcie imprez sportowych kulturalnych i rekreacyjnych osób niepełnosprawnych
- turnusy rehabilitacyjne
- warsztaty terapii zajęciowej i zakłady aktywności zawodowej
- zakup sprzętu rehabilitacyjnego i ortopedycznego
- likwidację barier
- wsparcie edukacji osób niepełnosprawnych
- wsparcie organizacji pozarządowych działających na rzecz osób niepełnosprawnych
- współpracę europejską.

## Oddziały
- Oddział Dolnośląski, Wrocław
- Oddział Kujawsko-Pomorski, Toruń
- Oddział Lubelski, Lublin
- Oddział Lubuski, Zielona Góra
- Oddział Łódzki, Łódź
- Oddział Małopolski, Kraków
- Oddział Mazowiecki, Warszawa
- Oddział Opolski, Opole
- Oddział Podkarpacki, Rzeszów
- Oddział Podlaski, Białystok
- Oddział Pomorski, Gdańsk
- Oddział Śląski, Katowice
- Oddział Świętokrzyski, Kielce

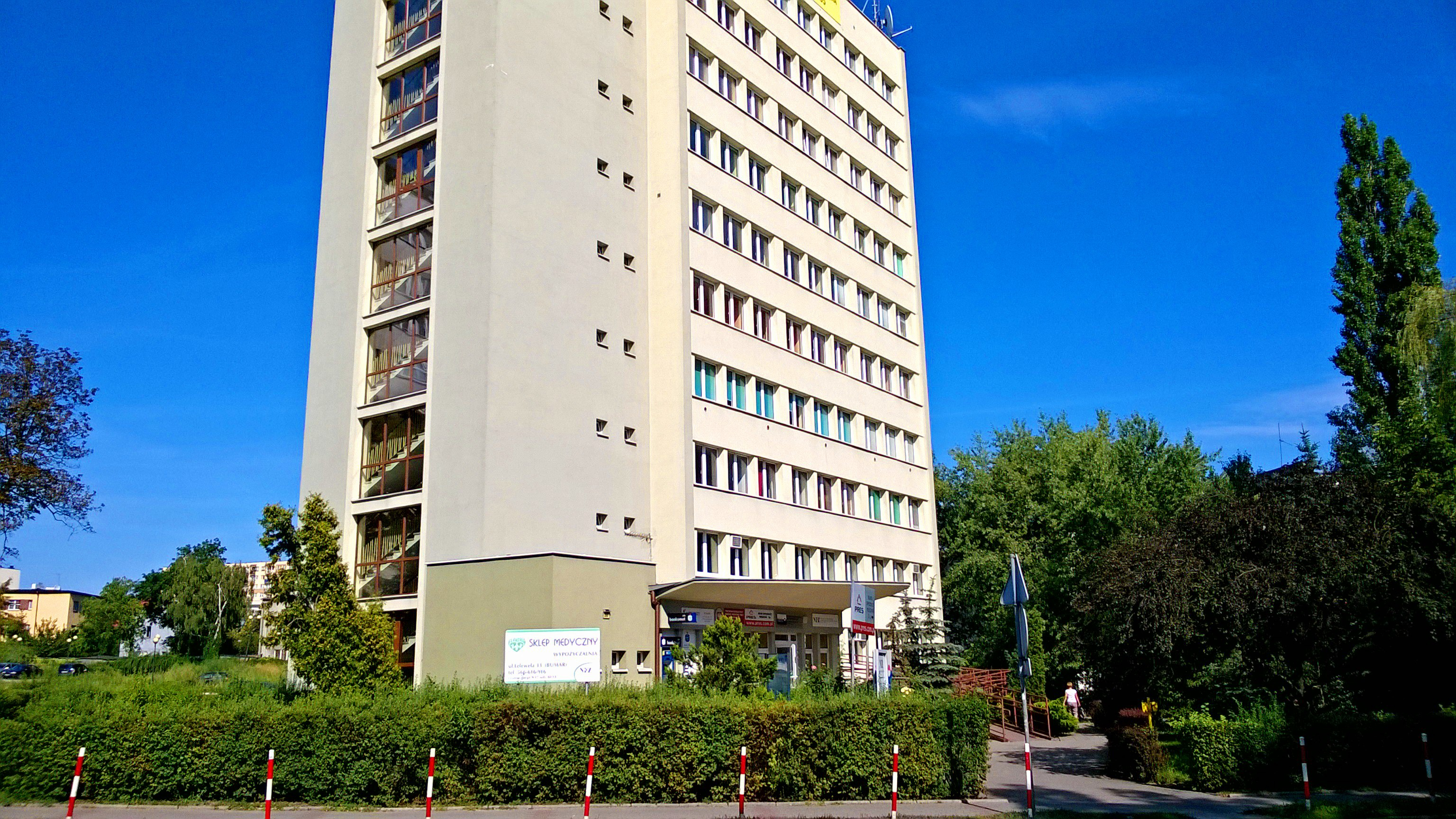
Siedziba kujawsko-pomorskiego oddziału Państwowy Fundusz Rehabilitacji Osób Niepełnosprawnych w Toruniu

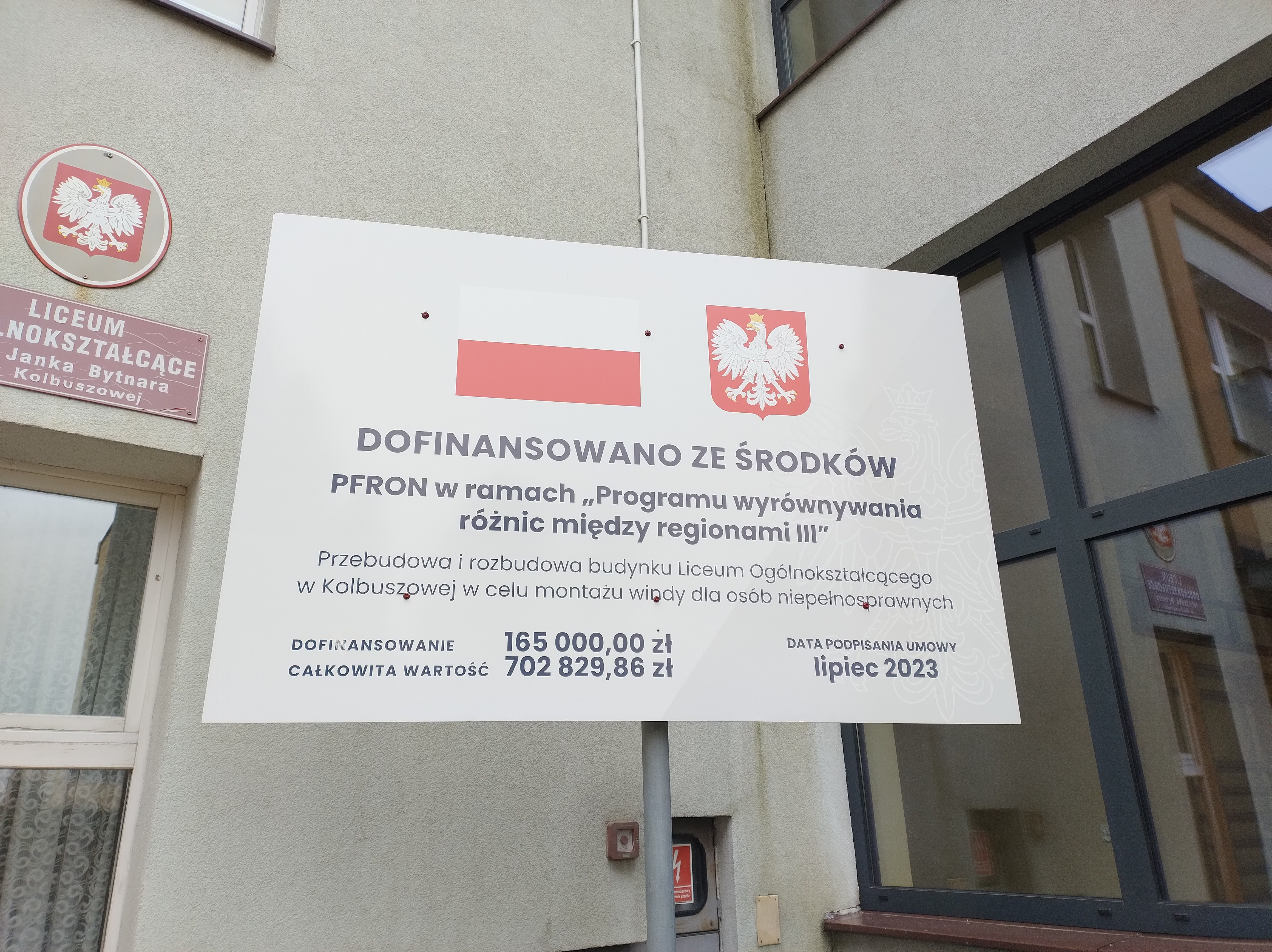
Tablica informująca o dofinansowaniu z PFRON

- Oddział Warmińsko – Mazurski, Olsztyn
- Oddział Wielkopolski, Poznań
- Oddział Zachodniopomorski, Szczecin[3]

## Kierownictwo[4]
- Małgorzata Lorek – prezes od 3 września 2024[5]
- Bożena Borowiec – zastępca prezesa od 27 listopada 2024[6]
- Barbara Engel – pełniąca obowiązki zastępcy prezesa ds. finansowych

## Prezesi PFRON
- Małgorzata Lorek – od 3 września 2024
- Krzysztof Michałkiewicz – od 15 listopada 2019 do stycznia 2024[7]
- Marlena Maląg – od 20 grudnia 2018 do 15 listopada 2019[8]
- Dorota Habich – od 14 czerwca 2017[9] do 19 grudnia 2018 (p.o. prezesa)
- Robert Kwiatkowski – od 27 kwietnia 2016[10] do 14 czerwca 2017[11]
- Teresa Hernik – od 7 marca 2014 do 27 kwietnia 2016[12][13]
- Jacek Brzeziński – 16.08.2013 – 6.03.2014 (p.o. prezesa)
- Wojciech Skiba – 19.06.2008 – 15.08.2013
- Marian Leszczyński – 20.08.2007 – 18.06.2008
- Ryszard Wijas – 26.04.2007 – 13.08.2007
- Andrzej Sochaj – 24.10.2006 – 25.04.2007
- Roman Sroczyński (ponownie) – 2001 – 23.10.2006
- Waldemar Flügel – sierpień 1999 – 2001
- Janusz Gałęziak –  kwiecień–sierpień 1999 (p.o. prezesa)
- Włodzimierz Dobrowolski – grudzień 1997 – kwiecień 1999
- Roman Sroczyński – 1.06.1996 – 17.11.1997
- Karol Świątkowski – kwiecień 1995 – czerwiec 1996
- Leszek Kwiatek – październik 1994 – kwiecień 1995
- Andrzej Pałka – listopad 1993 – październik 1994
- Zbigniew Miłek – grudzień 1992 – listopad 1993[14]

## Wydawnictwa
- Czasopismo naukowe „Niepełnosprawność – zagadnienia, problemy, rozwiązania”